# 캐슬바니아 전설
《캐슬바니아 전설》(Castlevania Legends)은 코나미가 발매한 액션 플랫폼 게임으로, 게임보이로 개발된 세번째이자 마지막 캐슬바니아 게임이다. 벨몬트 가의 먼 조상 소니아 벨몬트가 드라큘라를 격퇴한 이야기를 다뤘다.
1997년 11월 27일 일본서 《악마성 드라큘라: 칠흑의 전주곡》(悪魔城ドラキュラ 漆黒たる前奏曲)라는 제목으로 처음 출시됐고, 이듬해 북미 및 유럽 지역에도 출시됐다.

## 후속
소니아 벨몬트는 세가 드림캐스트로 개발된 캐슬바니아: 부활에 등장할 예정이었으나 게임이 취소됐다.